# Rotunde (Thessaloniki)

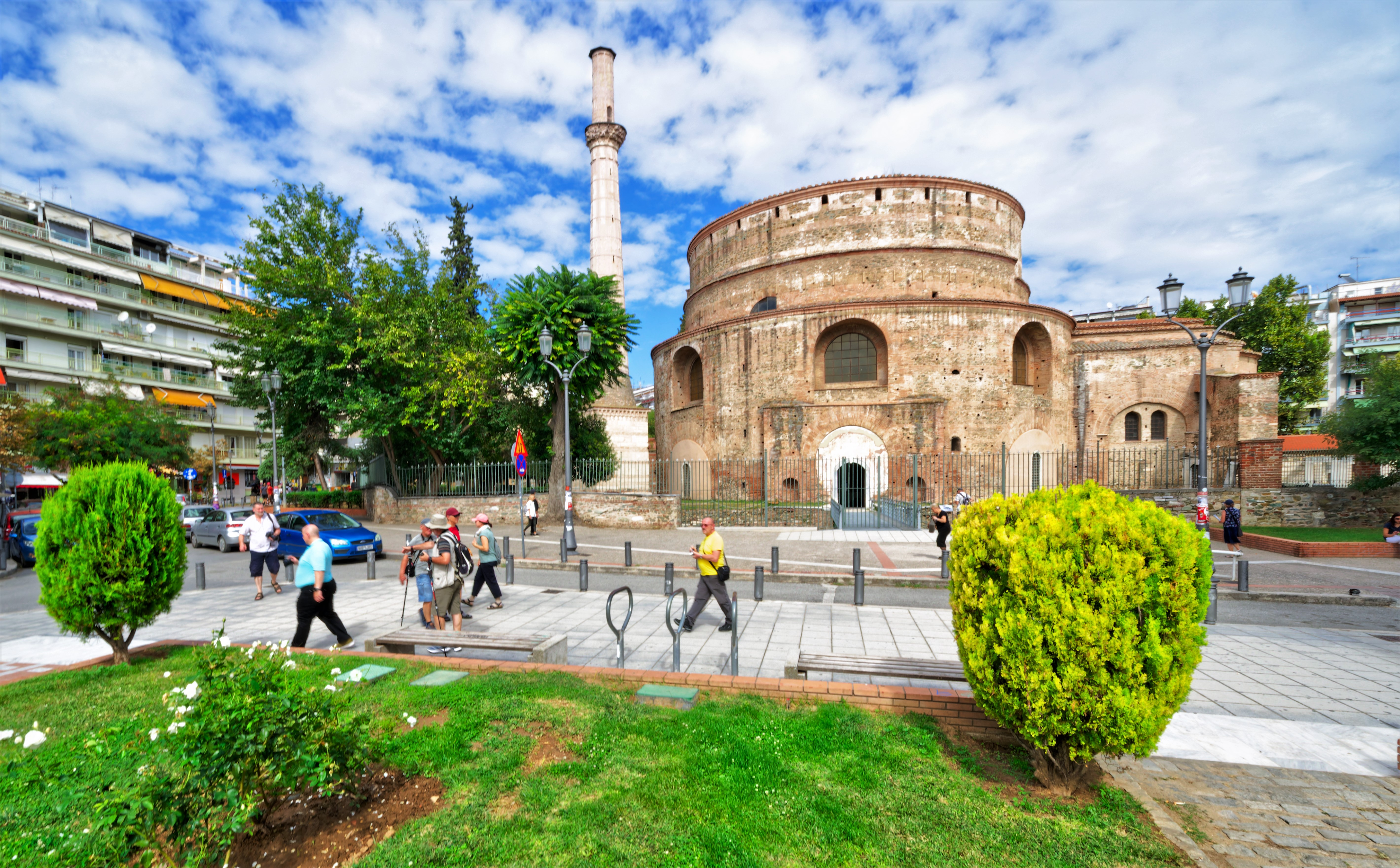
Die Rotunde

Die Rotunde (griechisch Ροτόντα Rotónda) des Galerius in Thessaloniki, später nach der gegenüberliegenden Georgskapelle als Άγιος Γεώργιος bezeichnet, ist ein Kuppelbau aus spätantiker römischer Zeit, der im Zusammenhang mit dem Galeriusbogen und dem Galerius-Palast errichtet wurde. Der nördlich der Egnatia-Straße im Osten der Innenstadt gelegene, auch Georgsrotunde genannte Bau erhielt seine Bezeichnung von Reisenden des 18. und 19. Jahrhunderts. In der Türkenzeit wurde er als Eski Metropol (Alte Metropolie) bezeichnet. Die Rotunde gehört zum Weltkulturerbe der „frühchristlichen und byzantinischen Bauten in Thessaloniki“.

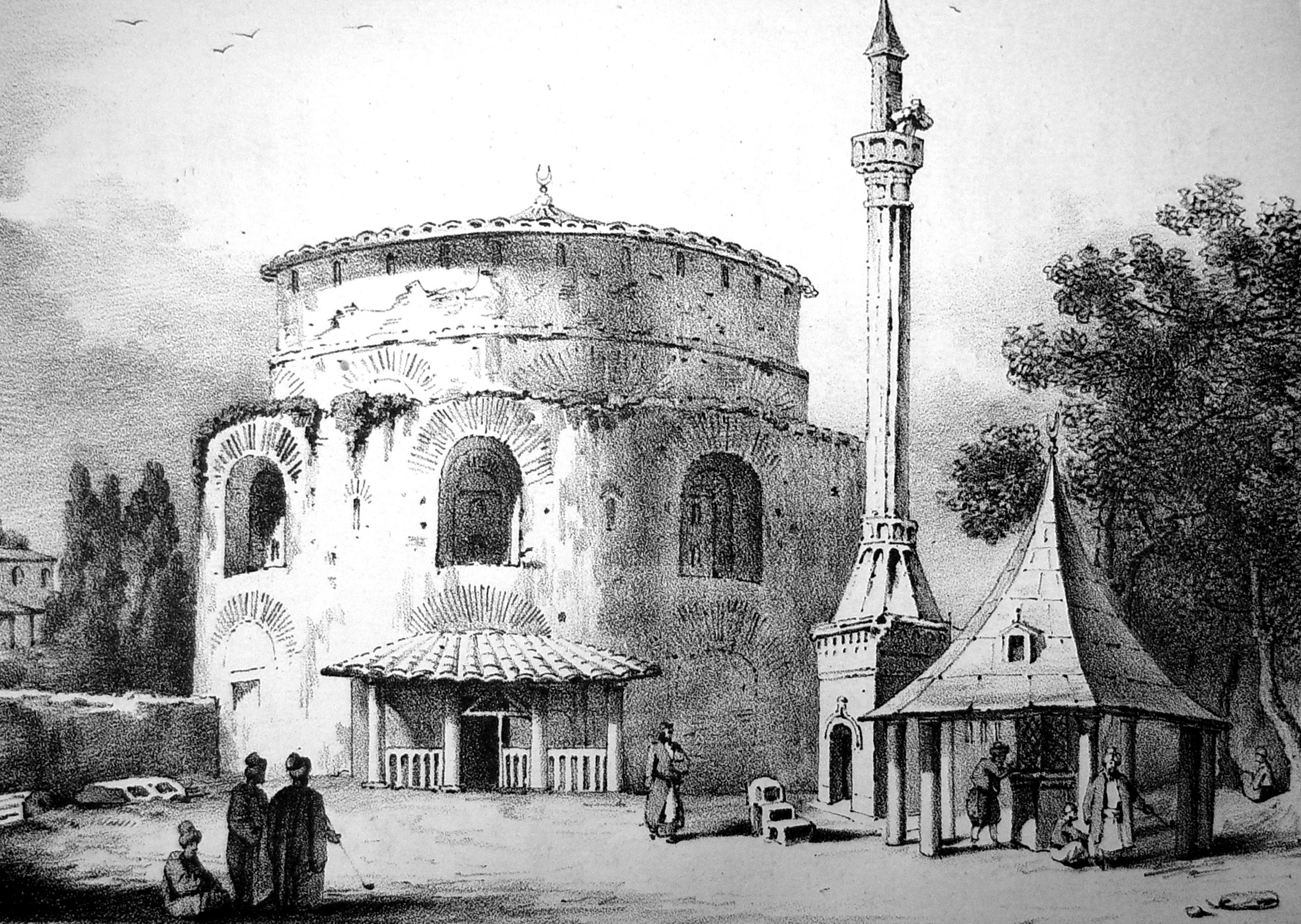
Die Rotunde als Moschee mit Minarett und Şadırvan im 19. Jahrhundert

## Bau

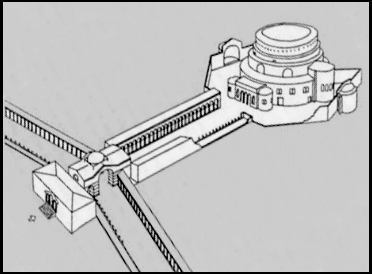
Galeriusbogen und Rotunde

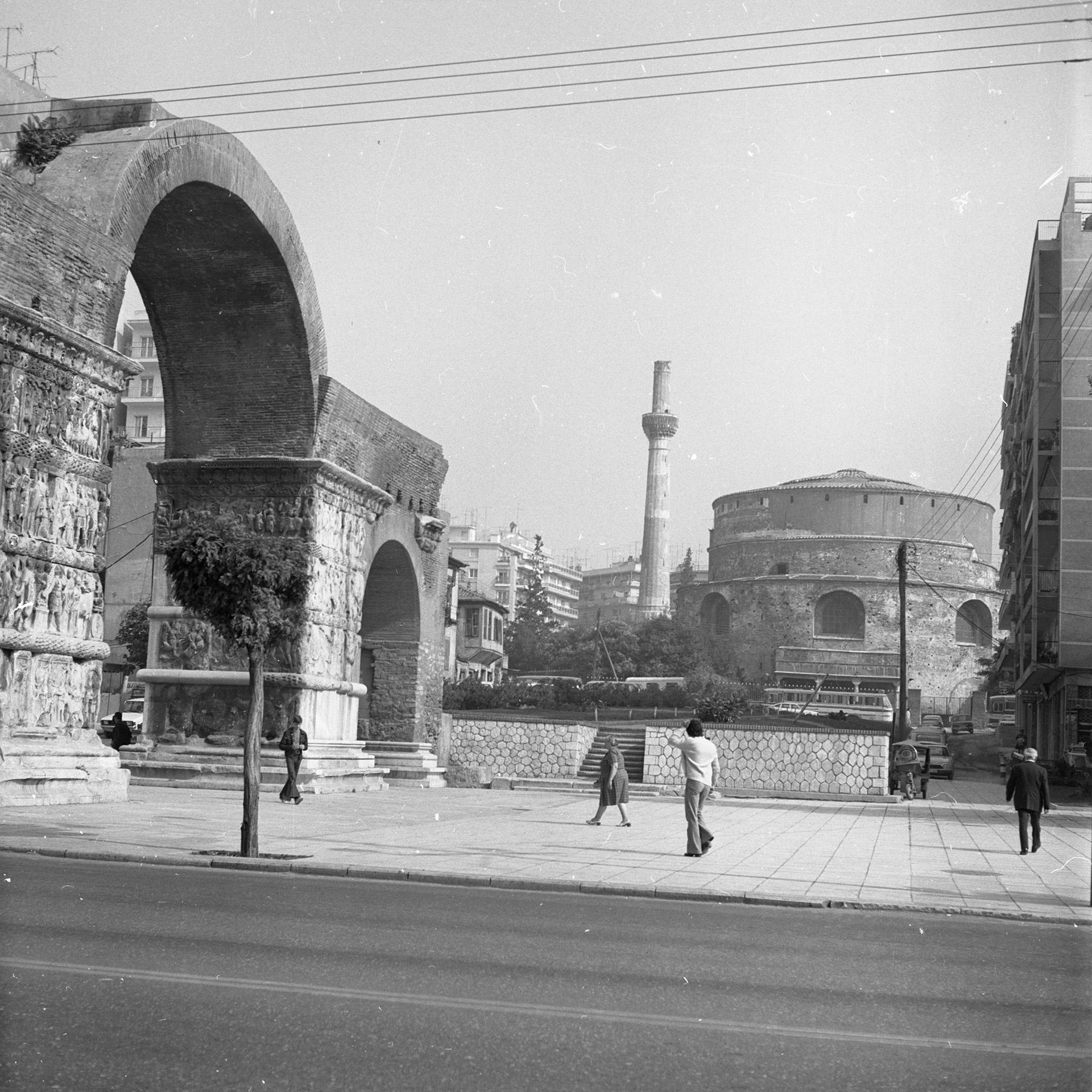
Die Rotunde mit intaktem Minarett im Jahre 1976

Grundriss der Rotunde

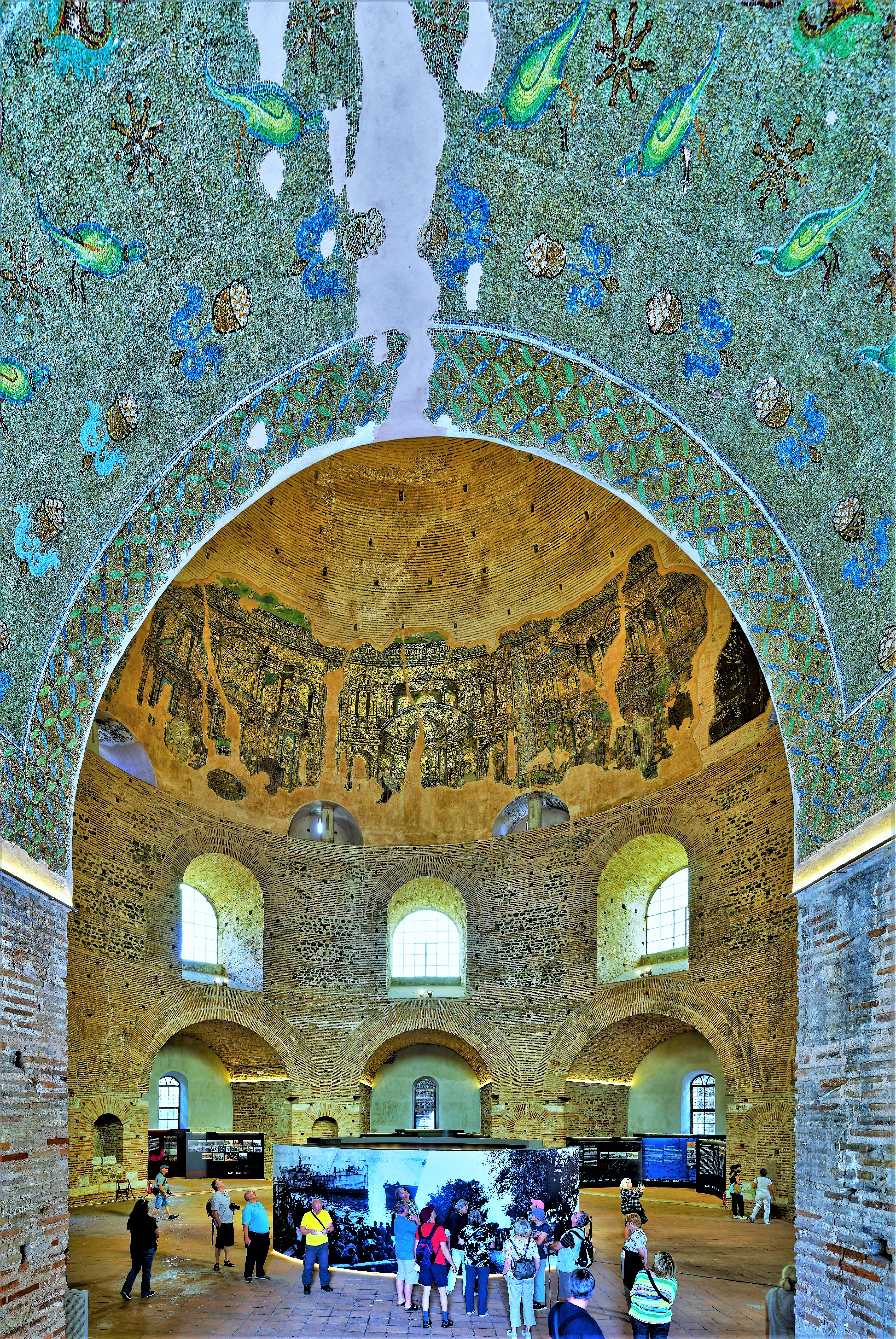
Mosaiken im Inneren

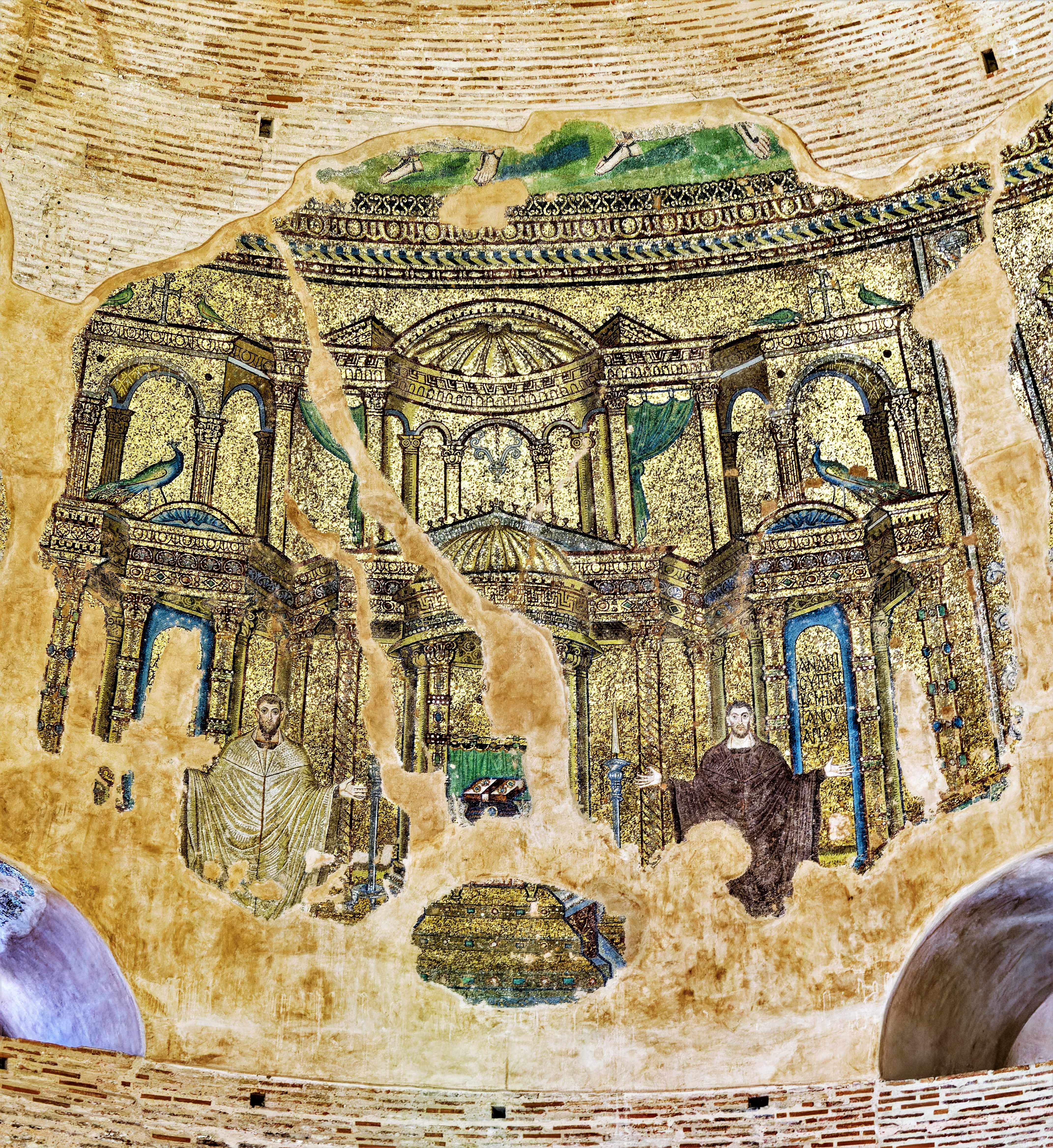
Mosaik der Heiligen Kosmas und Damian

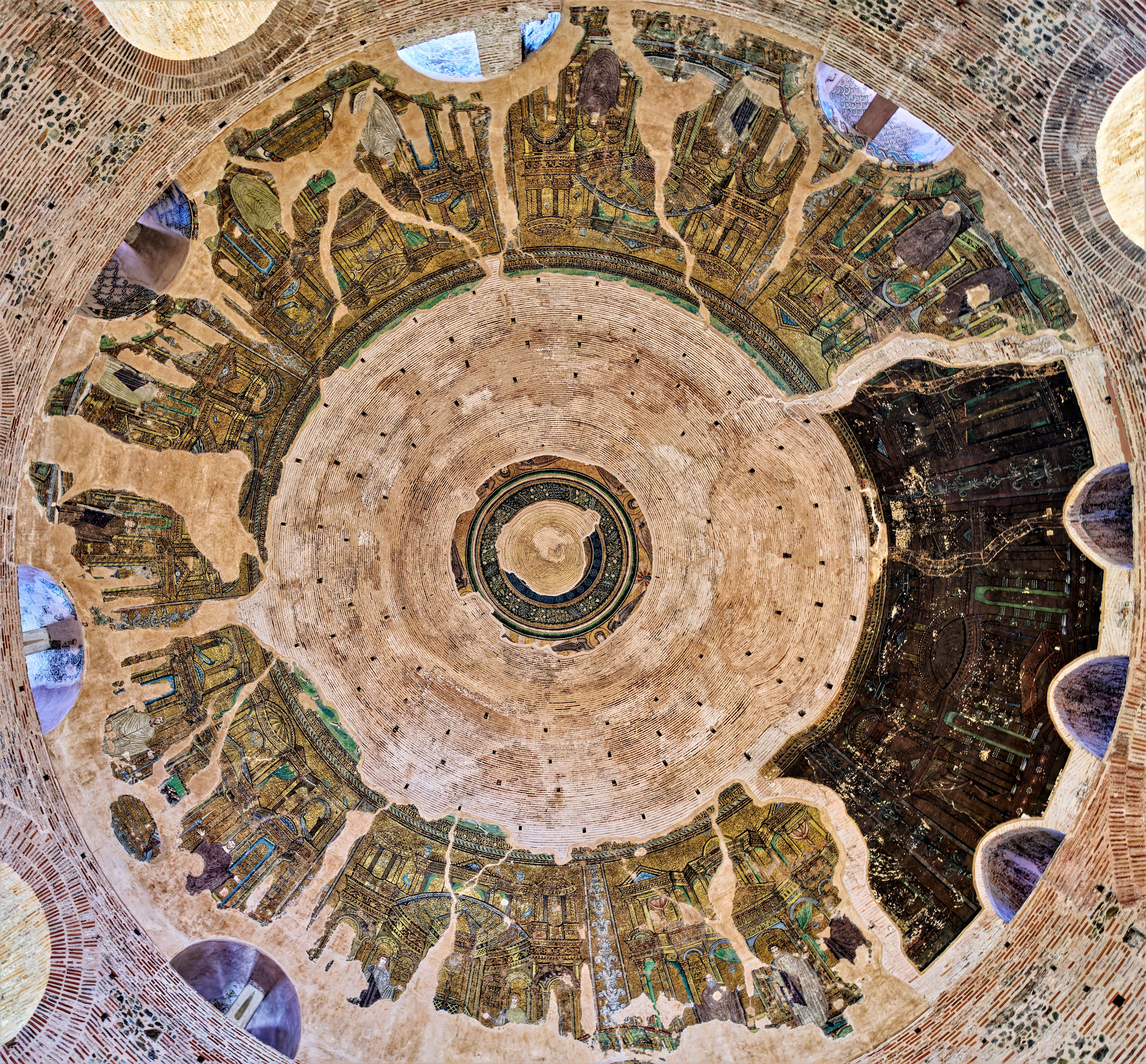
Blick in die Kuppel

Der im Jahr 306 nach Christus als Kultbau der Kabiren oder des Zeus oder als Mausoleum für den Tetrarchen Galerius errichtete Rundbau (Rotunde), dessen Innenwände ursprünglich mit einer Scheinarchitektur aus Marmor verblendet waren, besitzt eine 29,80 Meter hohe, von einem Okulus unterbrochene flache Kuppel aus Ziegelmauerwerk, mit einem Innendurchmesser von 24,50 Metern, bei der es sich zur Zeit der Erbauung um die weltgrößte Ziegelkuppel handelte. Die Stärke der von sechs Fenstern durchbrochenen Wände beträgt 6,30 Meter.

## Nutzung
Der Bau wurde wohl im 4. Jahrhundert unter Kaiser Konstantin I. oder Theodosius I. in eine christliche, den Unkörperlichen (Asomaton; ναός των Ασωμάτων) gewidmete Kirche, die zeitweise als Metropolitankirche diente, umgewandelt und mit Mosaiken ausgeschmückt. Im Jahr 1590 wurde die Rotunde in eine Moschee (Hortaç Efendi Camii) umgewandelt und ein Minarett wurde dem Bau angefügt; Kostbarkeiten und Ikonen wurden in die kleine, westlich der Rotonda gelegene Georgskapelle gebracht. Als Thessaloniki 1912 unter griechische Herrschaft kam, wurde die Rotunde wieder zur Kirche, jedoch schon 1917 zum Makedonischen Museum. Das Minarett blieb als einziges in Thessaloniki erhalten. Im Jahr 1978 wurde der Bau durch ein Erdbeben beschädigt und wurde seitdem wiederhergestellt. 1999 wurde die Rotunde als Museum wiedereröffnet, obgleich die griechisch-orthodoxe Kirche noch Ansprüche auf den Bau erhebt. In der Ostapsis steht heute wieder ein geweihter Altar.

## Mosaiken
Die Mosaiken der Rotunde gelten als die ältesten Wandmosaiken des christlichen Ostens. Zum Teil sind sie rein ornamental (Achtecke mit Vögeln und Fischen in der Südostnische, sich schneidende Kreise in der Westnische, teppichartig in der Südnische). Die Kuppelmosaiken auf Goldgrund sind in drei Zonen gegliedert: 15 erhaltene Märtyrerfiguren in weiten Gewändern (u. a. Ananias, Romanos, Aristarchos, Kyrillos, Basiliskos, Leon, Philipp, Priskos, Kosmas und Damian) vor sitzenden Pfauen belebter Scheinarchitektur mit Akanthusblättern und Ornamentstreifen, fragmentarisch erhaltene Apostel und Engel und triumphierender Christus (nicht erhalten).